# Mistrzostwa Świata w Piłce Siatkowej Mężczyzn 2014
Mistrzostwa Świata w Piłce Siatkowej Mężczyzn 2014 – 18. edycja międzynarodowego turnieju o tytuł mistrza świata siatkarzy, zorganizowana w dniach 30 sierpnia 2014 – 21 września 2014 w Polsce przez Polski Związek Piłki Siatkowej (PZPS) i telewizję Polsat, pod patronatem Międzynarodowej Federacji Piłki Siatkowej (FIVB). Były to pierwsze siatkarskie mistrzostwa świata rozgrywane w Polsce.
Tytuł mistrzowski po raz drugi w historii zdobyła reprezentacja Polski, która w meczu finałowym pokonała Brazylię 3:1. Zwycięzcy uzyskali awans do Pucharu Świata 2015, stanowiącego pierwszą z kwalifikacji olimpijskich.

## Tło wydarzeń
Pomysł zorganizowania w Polsce turnieju finałowego siatkarskich mistrzostw świata po raz pierwszy pojawił się w 2005 r. Wspominano wówczas o perspektywie najbliższego wolnego terminu tej imprezy (tj. MŚ 2010), bądź kolejnego – czyli MŚ 2014. Na skutek zmian organizacyjnych – związanych z wyborem nowych władz PZPS – pomysł ten nie został jednak skonkretyzowany i ostatecznie do walki o turniej w 2010 Polska nawet nie przystąpiła. Zresztą w kontekście czempionatu 2010 FIVB rozpatrywał już wtedy wyłącznie trzy oferty: japońską (mimo że kilka lat wcześniej Japonii przyznano już mistrzostwa 2006), portorykańską i włoską, a w grudniu 2005 prezydent Ruben Acosta ogłosił, że MŚ 2010 odbędą się w Italii. Udany występ "biało-czerwonych" podczas MŚ 2006 spowodował, że niemal od razu przystąpiono do starań o zorganizowanie turnieju mistrzowskiego w 2014. Głównymi inicjatorami działań były władze telewizji Polsat, co doskonale wpisywało się w politykę tej stacji dotyczącą promocji i popularyzacji piłki siatkowej, a Polska od samego początku była najpoważniejszym kandydatem do goszczenia imprezy. Do zgłoszenia kandydatury i decydujących negocjacji doszło w połowie 2008, a na przełomie sierpnia i września pewnym było, że to Polsce FIVB przyzna prawo zorganizowania MŚ 2014. Fakt ten ogłosił 4 września 2008, podczas konferencji w Warszawie honorowy prezydent FIVB Ruben Acosta, jednak do podpisania oficjalnej zgody na organizację turnieju w Polsce doszło 16 marca 2012 w siedzibie FIVB w Lozannie, gdy stosowne dokumenty podpisali prezes PZPS Mirosław Przedpełski i prezydent FIVB Jizhong Wei.

## Eliminacje
Chęć wzięcia udziału w procesie kwalifikacyjnym do Mistrzostw Świata siatkarzy 2014 pierwotnie wyraziły 154 federacje krajowe, co było rekordową liczbą w dotychczasowej historii imprez o światowy czempionat. Ostatecznie jednak do rozgrywek eliminacyjnych przystąpiło 149 reprezentacji ze wszystkich pięciu konfederacji kontynentalnych: 33 w Afryce, 6 w Ameryce Południowej, 39 w Ameryce Północnej, Centralnej i Karaibach, 28 w Azji i Oceanii oraz 43 w Europie. Etap kwalifikacyjny trwał ponad 2 lata – od kwietnia 2012 do czerwca 2014. Do obsadzenia były 23 miejsca w turnieju finałowym, bowiem jedno z nich – zgodnie z tradycją – automatycznie przyznano reprezentacji gospodarza mistrzostw. Poszczególne konfederacje kontynentalne miały do obsadzenia następującą liczbę miejsc w turnieju finałowym MŚ 2014:
- Afryka (CAVB): 3 miejsca
- Azja i Oceania (AVC): 4 miejsca
- Ameryka Południowa (CSV): 3 miejsca
- Ameryka Północna, Centralna i Karaiby (NORCECA): 5 miejsc
- Europa (CEV): 8 miejsc (+ Polska z automatyczną kwalifikacją, jako gospodarz) → łącznie 9 miejsc

| Afryka (CAVB) kwalifikacje                                                        | Azja i Oceania (AVC) kwalifikacje                                                                                     | Ameryka Południowa (CSV) kwalifikacje                                                       | Europa (CEV) kwalifikacje | Ameryka P. Ś. i K. (NORCECA) kwalifikacje |
| --------------------------------------------------------------------------------- | --- | ------------------------------------------------------------------------------------------- | --- | --- |
| Kamerun (zwycięzca Grupy T) Egipt (zwycięzca Grupy U) Tunezja (zwycięzca Grupy V) | Australia (zwycięzca Grupy A) Iran (zwycięzca Grupy B) Chiny (zwycięzca Grupy C) Korea Południowa (zwycięzca Grupy D) | Brazylia (mistrz AP 2013) Argentyna (wicemistrz AP 2013) Wenezuela (zwycięzca kwalifikacji) | Polska (gospodarz) Rosja (mistrz Europy 2013) Włochy (wicemistrz Europy 2013) Bułgaria (zwycięzca Grupy I) Serbia (zwycięzca Grupy J) Niemcy (zwycięzca Grupy K) Belgia (zwycięzca Grupy L) Finlandia (zwycięzca Grupy M) Francja (najlepszy z 2 msc) | Stany Zjednoczone (zwycięzca Grupy O) Kuba (zwycięzca Grupy P) Kanada (zwycięzca Grupy Q) Meksyk (zwycięzca Grupy R) Portoryko (zwycięzca play-offów) |

## Obiekty sportowe
Podczas gali, zorganizowanej 24 kwietnia 2013 w Teatrze Narodowym w Warszawie, Komitet Organizacyjny Mistrzostw Świata Polska 2014 oficjalnie zaprezentował miasta-gospodarzy imprezy. Status taki przyznano 6 miastom: Bydgoszczy, Gdańskowi, Katowicom, Krakowowi, Łodzi i Wrocławiowi. Turniej został jednak przeprowadzony w siedmiu miastach. W sześciu z nich (miastach-gospodarzach) spotkania rozegrały się w halach widowiskowo-sportowych, a w jednym (Warszawie) – na obiekcie piłkarskim (Stadionie Narodowym). Ów wyjątek stanowił mecz otwarcia mistrzostw, pomiędzy Polską i Serbią.
| Bydgoszcz         | Gdańsk / Sopot    | Katowice          | Łódź                                                                                        |
| ----------------- | ----------------- | ----------------- | ------------------------------------------------------------------------------------------- |
| Łuczniczka        | Ergo Arena        | Spodek            | Atlas Arena                                                                                 |
| Pojemność: 8 500  | Pojemność: 11 509 | Pojemność: 12 500 | Pojemność: 13 475                                                                           |
|                   |                   |                   |                                                                                             |
| Kraków            | Warszawa          | Wrocław           | BydgoszczKatowiceKrakówŁódźGdańsk/SopotWarszawaWrocław Miasta-organizatorzy na mapie Polski |
| Arena Kraków      | Stadion Narodowy  | Hala Stulecia     | BydgoszczKatowiceKrakówŁódźGdańsk/SopotWarszawaWrocław Miasta-organizatorzy na mapie Polski |
| Pojemność: 15 328 | Pojemność: 62 100 | Pojemność: 8 000  | BydgoszczKatowiceKrakówŁódźGdańsk/SopotWarszawaWrocław Miasta-organizatorzy na mapie Polski |
|                   |                   |                   | BydgoszczKatowiceKrakówŁódźGdańsk/SopotWarszawaWrocław Miasta-organizatorzy na mapie Polski |

Logotypy poszczególnych miast-gospodarzy nawiązują do symboli tych miast, które zostały przez nie wybrane:
- Bydgoszcz – Spichrz,
- Gdańsk – Fontanna Neptuna,
- Katowice – Spodek,
- Łódź – Elektrownia Łódzka EC-1,
- Kraków – Bazylika Mariacka,
- Warszawa – Stadion Narodowy,
- Wrocław – Ratusz.

Po raz pierwszy na mistrzostwach świata w siatkówce wprowadzono oficjalną piosenkę rozgrywek. Specjalnie na tę okazję Margaret nagrała utwór Start a Fire.

## System rozgrywek
W pierwszej rundzie fazy grupowej 24 drużyny zostały podzielone na cztery grupy (A, B, C i D) po 6 zespołów w każdej. Polskę, jako gospodarza rozstawiono w pierwszym szeregu grupy A. Następnych 11 reprezentacji było przydzielanych kolejno do każdej z grup tzw. "metodą serpentyny" na podstawie rankingu FIVB z dnia 7 października 2013. W sumie ekipy te utworzyły więc trzy pierwsze szeregi każdej grupy. Kolejne trzy szeregi poszczególnych grup stworzyły drużyny nierozstawione (tj. z miejsc rankingu FIVB dalszych, niż 12.), dolosowane do nich z 3 koszyków (przyporządkowanie do danego koszyka odbywało się na podstawie miejsca w rankingu FIVB) z zastrzeżeniem, że w jednej grupie nie mogły się znaleźć więcej niż trzy zespoły z tego samego kontynentu. Awans do drugiej rundy fazy grupowej uzyskały po 4 najlepsze drużyny, które utworzyły dwie 8-zespołowe grupy (E i F), poprzez połączenie grupy A z grupą D i grupy B z grupą C wraz z uwzględnieniem wyników spotkań drużyn, które awansowały. W fazie tej zespoły zagrały po 4 mecze z ekipami drugiej z łączących się grup. Do trzeciej rundy fazy grupowej awans wywalczyły po 3 najlepsze zespoły z grup E i F. W tej rundzie zostały utworzone dwie 3-zespołowe grupy (G i H). Zwycięzcy grup E i F zostali rozstawieni do osobnych grup, a do nich zostały dolosowane z jednego koszyka pozostałe drużyny. Drużyny zagrały po 2 spotkania, systemem każdy z każdym. Awans uzyskały 2 najlepsze drużyny z grupy i zagrały one w fazie finałowej (dwa półfinały i wielki finał). Pozostałe dwa zespoły walczyły w meczu o 5. miejsce.

## Losowanie
Ceremonia losowania pierwszej fazy grupowej miała miejsce podczas uroczystej gali, zorganizowanej 27 stycznia 2014 r. w Sali Kongresowej Pałacu Kultury i Nauki w Warszawie, transmitowanej przez telewizję Polsat. Po raz pierwszy w historii losowanie grup siatkarskich MŚ odbyło się w takiej formule (zaczerpniętej z ceremonii losowania rozgrywek piłkarskich). W roli "sierotek" wystąpili Lorenzo Bernardi, Vladimir Grbiċ oraz Tomasz Wójtowicz.
Pierwsze trzy pozycje w grupach przydzielono na podstawie rankingu FIVB z dnia 7 października 2013 r. stosując system serpentyny. Zespoły z Ameryki Płn. i Środkowej oraz z Afryki były w trakcie eliminacji, więc brano pod uwagę najwyżej sklasyfikowane zespoły.
| Grupa A                                     | Grupa B                           | Grupa C                            | Grupa D                                    |
| ------------------------------------------- | --------------------------------- | ---------------------------------- | ------------------------------------------ |
| Polska (Gospodarz) Argentyna (8) Serbia (9) | Brazylia (1) Kuba (7) Niemcy (10) | Rosja (2) Bułgaria (6) Kanada (11) | Włochy (3) Stany Zjednoczone (4) Iran (12) |

Pozostałe trzy miejsca w grupach losowano według następującego podziału koszyków:
| Koszyk 1                                            | Koszyk 2                                                     | Koszyk 3                                              |
| --------------------------------------------------- | ------------------------------------------------------------ | ----------------------------------------------------- |
| Tunezja (13) Australia (14) Egipt (15) Francja (16) | Chiny (18) Kamerun (19) Portoryko (20) Korea Południowa (21) | Meksyk (22) Finlandia (30) Wenezuela (31) Belgia (37) |

## Oficjalny hymn
MŚ 2014 były pierwszymi w historii, które posiadały oficjalny hymn. Był nim utwór "Start a Fire", autorstwa Thomasa Karlssona, Matsa Tärnforsa i Margaret, zaśpiewany przez tę ostatnią.

## Rozgrywki

### Pierwsza faza grupowa

#### Grupa A
Warszawa,  Wrocław
Tabela
| Lp. | Drużyna   | Pkt | Mecze | Mecze   | Mecze   | Sety | Sety | Sety   | Małe punkty | Małe punkty | Małe punkty |
| Lp. | Drużyna   | Pkt | M     | W (3:2) | P (2:3) | wyg. | prz. | ratio  | zdob.       | str.        | ratio       |
| --- | --------- | --- | ----- | ------- | ------- | ---- | ---- | ------ | ----------- | ----------- | ----------- |
| 1   | Polska    | 15  | 5     | 5 (0)   | 0 (0)   | 15   | 1    | 15.000 | 400         | 311         | 1.286       |
| 2   | Serbia    | 12  | 5     | 4 (0)   | 1 (0)   | 12   | 6    | 2.000  | 425         | 396         | 1.073       |
| 3   | Argentyna | 9   | 5     | 3 (0)   | 2 (0)   | 10   | 6    | 1.667  | 372         | 342         | 1.088       |
| 4   | Australia | 5   | 5     | 2 (1)   | 3 (0)   | 7    | 11   | 0.636  | 384         | 397         | 0.967       |
| 5   | Wenezuela | 4   | 5     | 1 (0)   | 4 (1)   | 5    | 13   | 0.385  | 366         | 424         | 0.863       |
| 6   | Kamerun   | 0   | 5     | 0 (0)   | 5 (0)   | 3    | 15   | 0.200  | 382         | 459         | 0.832       |

Źródło: fivb.org
Punktacja: 3:0 i 3:1 – 3 pkt; 3:2 – 2 pkt; 2:3 – 1 pkt; 1:3 i 0:3 – 0 pkt
Zasady ustalania kolejności: 1. liczba punktów; 2. liczba zwycięstw; 3. stosunek setów; 4. stosunek małych punktów
     Awans do drugiej rundy fazy grupowej
Wyniki
| Data  | Godz. | Drużyna 1 | Wynik | Drużyna 2 | 1     | 2     | 3     | 4     | 5    | Widzów | *  |
| ----- | ----- | --------- | ----- | --------- | ----- | ----- | ----- | ----- | ---- | ------ | -- |
| 30.08 | 20:15 | Polska    | 3:0   | Serbia    | 25:19 | 25:18 | 25:18 |       |      | 61 500 | 1  |
| 31.08 | 16:30 | Wenezuela | 0:3   | Argentyna | 23:25 | 17:25 | 19:25 |       |      | 2351   | 3  |
| 31.08 | 20:15 | Kamerun   | 0:3   | Australia | 22:25 | 15:25 | 18:25 |       |      | 2201   | 5  |
|       |       |           |       |           |       |       |       |       |      |        |    |
| 02.09 | 13:00 | Argentyna | 1:3   | Serbia    | 17:25 | 25:20 | 21:25 | 21:25 |      | 3786   | 13 |
| 02.09 | 16:30 | Wenezuela | 3:1   | Kamerun   | 25:22 | 25:21 | 31:33 | 25:14 |      | 2264   | 15 |
| 02.09 | 20:15 | Australia | 0:3   | Polska    | 17:25 | 19:25 | 22:25 |       |      | 5263   | 17 |
|       |       |           |       |           |       |       |       |       |      |        |    |
| 04.09 | 13:00 | Kamerun   | 0:3   | Argentyna | 17:25 | 18:25 | 23:25 |       |      | 2154   | 25 |
| 04.09 | 16:30 | Serbia    | 3:1   | Australia | 25:23 | 25:22 | 22:25 | 25:17 |      | 2843   | 27 |
| 04.09 | 20:15 | Polska    | 3:0   | Wenezuela | 25:20 | 25:13 | 25:14 |       |      | 6819   | 29 |
|       |       |           |       |           |       |       |       |       |      |        |    |
| 06.09 | 13:00 | Argentyna | 3:0   | Australia | 25:18 | 25:19 | 25:18 |       |      | 4869   | 37 |
| 06.09 | 16:30 | Wenezuela | 0:3   | Serbia    | 20:25 | 17:25 | 22:25 |       |      | 3511   | 41 |
| 06.09 | 20:15 | Kamerun   | 1:3   | Polska    | 27:25 | 23:25 | 16:25 | 22:25 |      | 6951   | 45 |
|       |       |           |       |           |       |       |       |       |      |        |    |
| 07.09 | 13:00 | Australia | 3:2   | Wenezuela | 25:20 | 23:25 | 21:25 | 25:16 | 15:9 | 2550   | 49 |
| 07.09 | 16:30 | Polska    | 3:0   | Argentyna | 25:20 | 25:20 | 25:23 |       |      | 6951   | 53 |
| 07.09 | 20:15 | Serbia    | 3:1   | Kamerun   | 25:21 | 24:26 | 29:27 | 25:17 |      | 3149   | 57 |

#### Grupa B
Katowice
Tabela
| Lp. | Drużyna          | Pkt | Mecze | Mecze   | Mecze   | Sety | Sety | Sety  | Małe punkty | Małe punkty | Małe punkty |
| Lp. | Drużyna          | Pkt | M     | W (3:2) | P (2:3) | wyg. | prz. | ratio | zdob.       | str.        | ratio       |
| --- | ---------------- | --- | ----- | ------- | ------- | ---- | ---- | ----- | ----------- | ----------- | ----------- |
| 1   | Brazylia         | 14  | 5     | 5 (1)   | 0 (0)   | 15   | 3    | 5.000 | 428         | 352         | 1.216       |
| 2   | Niemcy           | 12  | 5     | 4 (0)   | 1 (0)   | 12   | 5    | 2.400 | 398         | 338         | 1.178       |
| 3   | Finlandia        | 8   | 5     | 3 (1)   | 2 (0)   | 10   | 8    | 1.250 | 415         | 396         | 1.048       |
| 4   | Kuba             | 6   | 5     | 2 (1)   | 3 (1)   | 9    | 12   | 0.750 | 448         | 466         | 0.961       |
| 5   | Korea Południowa | 4   | 5     | 1 (0)   | 4 (1)   | 6    | 13   | 0.462 | 390         | 441         | 0.884       |
| 6   | Tunezja          | 1   | 5     | 0 (0)   | 5 (1)   | 4    | 15   | 0.267 | 361         | 447         | 0.808       |

Źródło: fivb.org
Punktacja: 3:0 i 3:1 – 3 pkt; 3:2 – 2 pkt; 2:3 – 1 pkt; 1:3 i 0:3 – 0 pkt
Zasady ustalania kolejności: 1. liczba punktów; 2. liczba zwycięstw; 3. stosunek setów; 4. stosunek małych punktów
     Awans do drugiej rundy fazy grupowej
Wyniki
| Data  | Godz. | Drużyna 1        | Wynik | Drużyna 2        | 1     | 2     | 3     | 4     | 5     | Widzów | *  |
| ----- | ----- | ---------------- | ----- | ---------------- | ----- | ----- | ----- | ----- | ----- | ------ | -- |
| 01.09 | 13:00 | Brazylia         | 3:0   | Niemcy           | 25:21 | 25:19 | 25:17 |       |       | 6300   | 7  |
| 01.09 | 16:30 | Finlandia        | 3:2   | Kuba             | 18:25 | 21:25 | 27:25 | 25:23 | 15:12 | 2000   | 9  |
| 01.09 | 20:15 | Korea Południowa | 3:1   | Tunezja          | 24:26 | 26:24 | 25:21 | 25:18 |       | 1750   | 11 |
|       |       |                  |       |                  |       |       |       |       |       |        |    |
| 03.09 | 13:00 | Kuba             | 0:3   | Niemcy           | 16:25 | 21:25 | 19:25 |       |       | 2000   | 19 |
| 03.09 | 16:30 | Finlandia        | 3:0   | Korea Południowa | 25:22 | 26:24 | 25:15 |       |       | 3000   | 21 |
| 03.09 | 20:15 | Tunezja          | 0:3   | Brazylia         | 18:25 | 10:25 | 17:25 |       |       | 2000   | 23 |
|       |       |                  |       |                  |       |       |       |       |       |        |    |
| 05.09 | 13:00 | Korea Południowa | 1:3   | Kuba             | 21:25 | 23:25 | 25:14 | 22:25 |       | 1000   | 31 |
| 05.09 | 16:30 | Niemcy           | 3:1   | Tunezja          | 25:13 | 25:19 | 21:25 | 25:12 |       | 3300   | 33 |
| 05.09 | 20:15 | Brazylia         | 3:0   | Finlandia        | 27:25 | 25:21 | 26:24 |       |       | 7100   | 35 |
|       |       |                  |       |                  |       |       |       |       |       |        |    |
| 06.09 | 13:00 | Kuba             | 3:2   | Tunezja          | 16:25 | 25:20 | 25:23 | 20:25 | 15:13 | 1020   | 38 |
| 06.09 | 16:30 | Finlandia        | 1:3   | Niemcy           | 20:25 | 25:19 | 24:26 | 19:25 |       | 6500   | 42 |
| 06.09 | 20:15 | Korea Południowa | 2:3   | Brazylia         | 25:21 | 13:25 | 21:25 | 25:17 | 13:15 | 3300   | 46 |
|       |       |                  |       |                  |       |       |       |       |       |        |    |
| 07.09 | 13:00 | Tunezja          | 0:3   | Finlandia        | 18:25 | 14:25 | 20:25 |       |       | 3300   | 50 |
| 07.09 | 16:30 | Niemcy           | 3:0   | Korea Południowa | 25:13 | 25:16 | 25:21 |       |       | 6000   | 54 |
| 07.09 | 20:15 | Brazylia         | 3:1   | Kuba             | 22:25 | 25:23 | 25:18 | 25:17 |       | 9000   | 58 |

#### Grupa C
Gdańsk
Tabela
| Lp. | Drużyna  | Pkt | Mecze | Mecze   | Mecze   | Sety | Sety | Sety  | Małe punkty | Małe punkty | Małe punkty |
| Lp. | Drużyna  | Pkt | M     | W (3:2) | P (2:3) | wyg. | prz. | ratio | zdob.       | str.        | ratio       |
| --- | -------- | --- | ----- | ------- | ------- | ---- | ---- | ----- | ----------- | ----------- | ----------- |
| 1   | Rosja    | 14  | 5     | 5 (1)   | 0 (0)   | 15   | 3    | 5.000 | 429         | 347         | 1.236       |
| 2   | Kanada   | 11  | 5     | 4 (1)   | 1 (0)   | 12   | 5    | 2.400 | 392         | 349         | 1.123       |
| 3   | Bułgaria | 10  | 5     | 3 (1)   | 2 (2)   | 13   | 8    | 1.625 | 462         | 437         | 1.057       |
| 4   | Chiny    | 6   | 5     | 2 (0)   | 3 (0)   | 6    | 11   | 0.545 | 386         | 408         | 0.946       |
| 5   | Meksyk   | 2   | 5     | 1 (1)   | 4 (0)   | 5    | 14   | 0.357 | 370         | 442         | 0.837       |
| 6   | Egipt    | 2   | 5     | 0 (0)   | 5 (2)   | 5    | 15   | 0.333 | 411         | 467         | 0.880       |

Źródło: fivb.org
Punktacja: 3:0 i 3:1 – 3 pkt; 3:2 – 2 pkt; 2:3 – 1 pkt; 1:3 i 0:3 – 0 pkt
Zasady ustalania kolejności: 1. liczba punktów; 2. liczba zwycięstw; 3. stosunek setów; 4. stosunek małych punktów
     Awans do drugiej rundy fazy grupowej
Wyniki
| Data  | Godz. | Drużyna 1 | Wynik | Drużyna 2 | 1     | 2     | 3     | 4     | 5     | Widzów | *  |
| ----- | ----- | --------- | ----- | --------- | ----- | ----- | ----- | ----- | ----- | ------ | -- |
| 01.09 | 13:00 | Rosja     | 3:0   | Kanada    | 25:21 | 25:19 | 25:21 |       |       | 4500   | 8  |
| 01.09 | 16:30 | Meksyk    | 0:3   | Bułgaria  | 16:25 | 17:25 | 21:25 |       |       | 3000   | 10 |
| 01.09 | 20:15 | Chiny     | 3:1   | Egipt     | 25:20 | 25:20 | 23:25 | 33:31 |       | 3000   | 12 |
|       |       |           |       |           |       |       |       |       |       |        |    |
| 03.09 | 13:00 | Bułgaria  | 2:3   | Kanada    | 25:17 | 17:25 | 25:20 | 24:26 | 8:15  | 3500   | 20 |
| 03.09 | 16:30 | Meksyk    | 1:3   | Chiny     | 25:20 | 19:25 | 20:25 | 20:25 |       | 2200   | 22 |
| 03.09 | 20:15 | Egipt     | 0:3   | Rosja     | 22:25 | 15:25 | 15:25 |       |       | 4500   | 24 |
|       |       |           |       |           |       |       |       |       |       |        |    |
| 05.09 | 13:00 | Chiny     | 0:3   | Bułgaria  | 23:25 | 23:25 | 19:25 |       |       | 2100   | 32 |
| 05.09 | 16:30 | Kanada    | 3:0   | Egipt     | 25:14 | 25:19 | 25:22 |       |       | 2500   | 34 |
| 05.09 | 20:15 | Rosja     | 3:1   | Meksyk    | 21:25 | 25:20 | 25:14 | 25:17 |       | 5500   | 36 |
|       |       |           |       |           |       |       |       |       |       |        |    |
| 06.09 | 13:00 | Bułgaria  | 3:2   | Egipt     | 25:22 | 26:24 | 23:25 | 20:25 | 15:11 | 3000   | 39 |
| 06.09 | 16:30 | Meksyk    | 0:3   | Kanada    | 17:25 | 18:25 | 19:25 |       |       | 6500   | 43 |
| 06.09 | 20:15 | Chiny     | 0:3   | Rosja     | 22:25 | 11:25 | 21:25 |       |       | 8400   | 47 |
|       |       |           |       |           |       |       |       |       |       |        |    |
| 07.09 | 13:00 | Egipt     | 2:3   | Meksyk    | 25:16 | 20:25 | 21:25 | 25:21 | 10:15 | 2200   | 51 |
| 07.09 | 16:30 | Kanada    | 3:0   | Chiny     | 26:24 | 27:25 | 25:17 |       |       | 6900   | 55 |
| 07.09 | 20:15 | Rosja     | 3:2   | Bułgaria  | 20:25 | 23:25 | 25:20 | 25:23 | 15:11 | 10 700 | 59 |

#### Grupa D

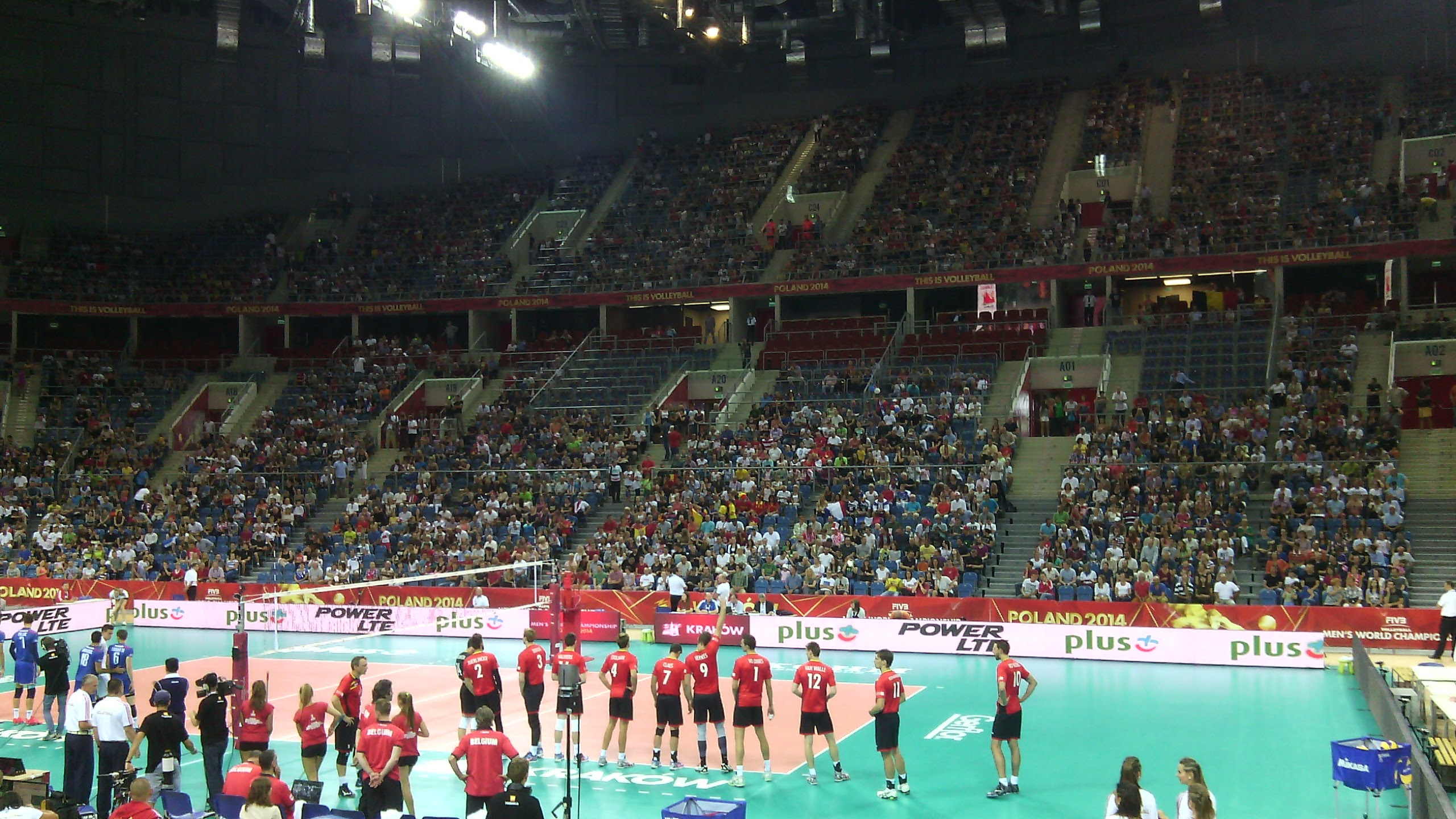
Początek meczu grupy D Francja-Belgia Mistrzostw Świata 2014

Kraków
Tabela
| Lp. | Drużyna           | Pkt | Mecze | Mecze   | Mecze   | Sety | Sety | Sety  | Małe punkty | Małe punkty | Małe punkty |
| Lp. | Drużyna           | Pkt | M     | W (3:2) | P (2:3) | wyg. | prz. | ratio | zdob.       | str.        | ratio       |
| --- | ----------------- | --- | ----- | ------- | ------- | ---- | ---- | ----- | ----------- | ----------- | ----------- |
| 1   | Francja           | 12  | 5     | 4 (1)   | 1 (1)   | 14   | 7    | 2.000 | 469         | 437         | 1.073       |
| 2   | Iran              | 11  | 5     | 4 (1)   | 1 (0)   | 13   | 7    | 1.857 | 462         | 420         | 1.100       |
| 3   | Stany Zjednoczone | 9   | 5     | 3 (1)   | 2 (1)   | 12   | 9    | 1.333 | 461         | 419         | 1.100       |
| 4   | Włochy            | 5   | 5     | 2 (1)   | 3 (0)   | 9    | 12   | 0.750 | 462         | 473         | 0.977       |
| 5   | Belgia            | 5   | 5     | 1 (0)   | 4 (2)   | 9    | 12   | 0.750 | 437         | 467         | 0.936       |
| 6   | Portoryko         | 3   | 5     | 1 (0)   | 4 (0)   | 3    | 13   | 0.231 | 315         | 390         | 0.808       |

Źródło: fivb.org
Punktacja: 3:0 i 3:1 – 3 pkt; 3:2 – 2 pkt; 2:3 – 1 pkt; 1:3 i 0:3 – 0 pkt
Zasady ustalania kolejności: 1. liczba punktów; 2. liczba zwycięstw; 3. stosunek setów; 4. stosunek małych punktów
     Awans do drugiej rundy fazy grupowej
Wyniki
| Data  | Godz. | Drużyna 1         | Wynik | Drużyna 2         | 1     | 2     | 3     | 4     | 5     | Widzów | *  |
| ----- | ----- | ----------------- | ----- | ----------------- | ----- | ----- | ----- | ----- | ----- | ------ | -- |
| 31.08 | 13.00 | Włochy            | 1:3   | Iran              | 16:25 | 25:23 | 21:25 | 22:25 |       | 6900   | 2  |
| 31.08 | 16.30 | Belgia            | 2:3   | Stany Zjednoczone | 21:25 | 25:17 | 16:25 | 25:21 | 11:15 | 4100   | 4  |
| 31.08 | 20.15 | Portoryko         | 0:3   | Francja           | 23:25 | 22:25 | 24:26 |       |       | 3900   | 6  |
|       |       |                   |       |                   |       |       |       |       |       |        |    |
| 02.09 | 13.00 | Stany Zjednoczone | 2:3   | Iran              | 23:25 | 19:25 | 25:19 | 25:18 | 15:17 | 3150   | 14 |
| 02.09 | 16.30 | Belgia            | 3:0   | Portoryko         | 25:19 | 25:17 | 25:20 |       |       | 5700   | 16 |
| 02.09 | 20.15 | Francja           | 2:3   | Włochy            | 25:20 | 25:20 | 23:25 | 13:25 | 12:15 | 11 150 | 18 |
|       |       |                   |       |                   |       |       |       |       |       |        |    |
| 04.09 | 13.00 | Portoryko         | 0:3   | Stany Zjednoczone | 15:25 | 8:25  | 20:25 |       |       | 2900   | 26 |
| 04.09 | 16.30 | Iran              | 1:3   | Francja           | 18:25 | 25:14 | 19:25 | 27:29 |       | 6500   | 28 |
| 04.09 | 20.15 | Włochy            | 3:1   | Belgia            | 26:28 | 25:15 | 25:16 | 28:26 |       | 7900   | 30 |
|       |       |                   |       |                   |       |       |       |       |       |        |    |
| 06.09 | 13.00 | Stany Zjednoczone | 1:3   | Francja           | 25:19 | 17:25 | 15:25 | 21:25 |       | 14 100 | 40 |
| 06.09 | 16.30 | Belgia            | 1:3   | Iran              | 23:25 | 15:25 | 25:21 | 20:25 |       | 7400   | 44 |
| 06.09 | 20.15 | Portoryko         | 3:1   | Włochy            | 19:25 | 25:19 | 25:23 | 25:22 |       | 7150   | 48 |
|       |       |                   |       |                   |       |       |       |       |       |        |    |
| 07.09 | 13.00 | Francja           | 3:2   | Belgia            | 25:14 | 21:25 | 25:20 | 22:25 | 15:12 | 10 500 | 52 |
| 07.09 | 16.30 | Iran              | 3:0   | Portoryko         | 25:17 | 25:22 | 25:14 |       |       | 8800   | 56 |
| 07.09 | 20.15 | Włochy            | 1:3   | Stany Zjednoczone | 18:25 | 20:25 | 25:23 | 17:25 |       | 14 100 | 60 |

### Druga faza grupowa

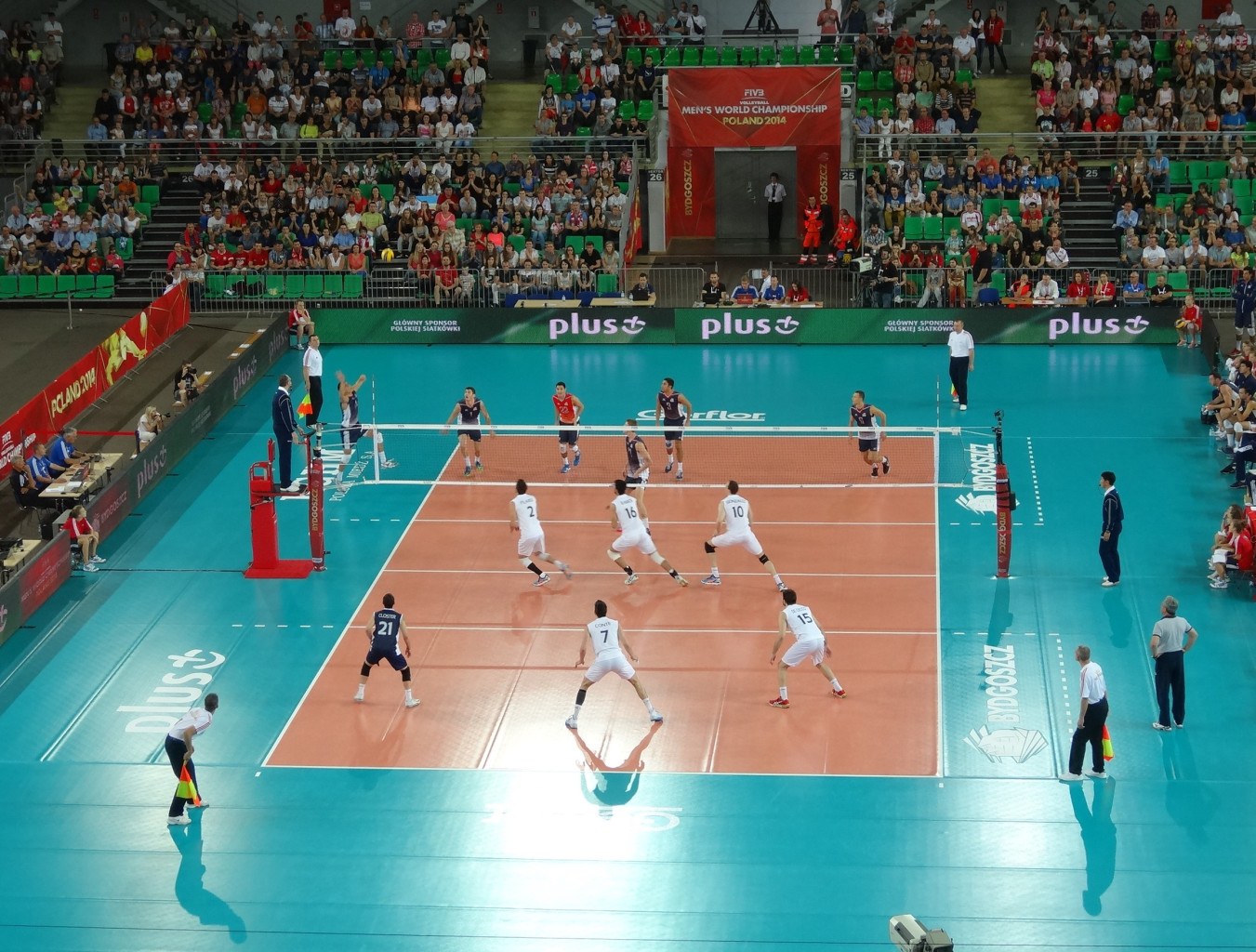
Jedna z akcji z meczu Argentyna – Stany Zjednoczone w drugiej fazie grupowej na Mistrzostwach Świata 2014

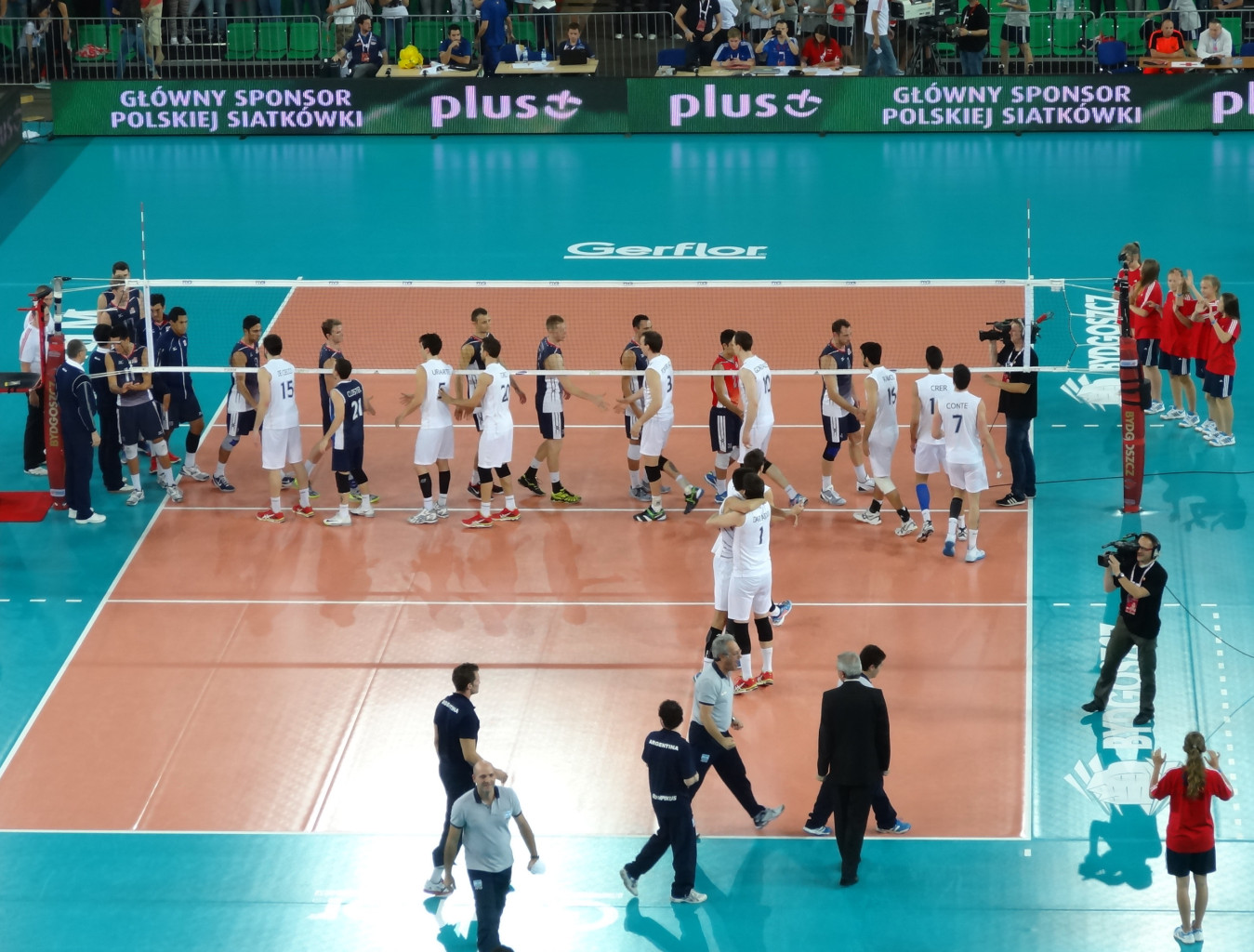
Koniec meczu Argentyna – Stany Zjednoczone w drugiej fazie grupowej na Mistrzostwach Świata 2014

#### Grupa E
Łódź,  Bydgoszcz
Tabela
| Lp. | Drużyna           | Pkt | Mecze | Mecze   | Mecze   | Sety | Sety | Sety  | Małe punkty | Małe punkty | Małe punkty |
| Lp. | Drużyna           | Pkt | M     | W (3:2) | P (2:3) | wyg. | prz. | ratio | zdob.       | str.        | ratio       |
| --- | ----------------- | --- | ----- | ------- | ------- | ---- | ---- | ----- | ----------- | ----------- | ----------- |
| 1   | Francja           | 17  | 7     | 5 (0)   | 2 (2)   | 19   | 11   | 1.727 | 693         | 649         | 1.068       |
| 2   | Polska            | 16  | 7     | 6 (2)   | 1 (0)   | 19   | 8    | 2.375 | 636         | 568         | 1.120       |
| 3   | Iran              | 15  | 7     | 5 (1)   | 2 (1)   | 18   | 11   | 1.636 | 659         | 623         | 1.058       |
| 4   | Stany Zjednoczone | 14  | 7     | 4 (0)   | 3 (2)   | 17   | 12   | 1.417 | 673         | 633         | 1.063       |
| 5   | Serbia            | 9   | 7     | 3 (0)   | 4 (0)   | 12   | 14   | 0.857 | 601         | 617         | 0.974       |
| 6   | Argentyna         | 8   | 7     | 3 (1)   | 4 (0)   | 11   | 15   | 0.733 | 570         | 602         | 0.947       |
| 7   | Włochy            | 5   | 7     | 2 (1)   | 5 (0)   | 10   | 18   | 0.556 | 615         | 645         | 0.953       |
| 8   | Australia         | 0   | 7     | 0 (0)   | 7 (0)   | 4    | 21   | 0.190 | 509         | 619         | 0.822       |

Źródło: fivb.org
Punktacja: 3:0 i 3:1 – 3 pkt; 3:2 – 2 pkt; 2:3 – 1 pkt; 1:3 i 0:3 – 0 pkt
Zasady ustalania kolejności: 1. liczba punktów; 2. liczba zwycięstw; 3. stosunek setów; 4. stosunek małych punktów
     Awans do trzeciej rundy fazy grupowej
Wyniki
| Data  | Godz. | Drużyna 1 | Wynik | Drużyna 2         | 1     | 2     | 3     | 4     | 5     | Widzów | *  |
| ----- | ----- | --------- | ----- | ----------------- | ----- | ----- | ----- | ----- | ----- | ------ | -- |
| 10.09 | 16:30 | Argentyna | 1:3   | Francja           | 25:21 | 17:25 | 27:29 | 18:25 |       | 3350   | 61 |
| 10.09 | 16:30 | Serbia    | 3:0   | Włochy            | 25:19 | 29:27 | 25:22 |       |       | 4500   | 62 |
| 10.09 | 20:15 | Polska    | 1:3   | Stany Zjednoczone | 27:29 | 22:25 | 27:25 | 23:25 |       | 10 600 | 65 |
| 10.09 | 20:15 | Australia | 1:3   | Iran              | 23:25 | 21:25 | 25:21 | 17:25 |       | 2350   | 66 |
|       |       |           |       |                   |       |       |       |       |       |        |    |
| 11.09 | 16:40 | Argentyna | 0:3   | Iran              | 15:25 | 23:25 | 16:25 |       |       | 2650   | 69 |
| 11.09 | 16:40 | Serbia    | 1:3   | Stany Zjednoczone | 25:23 | 29:31 | 17:25 | 21:25 |       | 3400   | 70 |
| 11.09 | 20:15 | Polska    | 3:1   | Włochy            | 19:25 | 25:18 | 25:20 | 26:24 |       | 11 800 | 73 |
| 11.09 | 20:15 | Australia | 1:3   | Francja           | 22:25 | 18:25 | 32:30 | 17:25 |       | 2500   | 74 |
|       |       |           |       |                   |       |       |       |       |       |        |    |
| 13.09 | 16:30 | Argentyna | 3:1   | Włochy            | 17:25 | 25:21 | 30:28 | 25:21 |       | 5350   | 77 |
| 13.09 | 16:30 | Serbia    | 1:3   | Francja           | 27:25 | 23:25 | 23:25 | 20:25 |       | 9400   | 78 |
| 13.09 | 20:15 | Polska    | 3:2   | Iran              | 25:17 | 25:16 | 24:26 | 19:25 | 16:14 | 12 050 | 81 |
| 13.09 | 20:15 | Australia | 0:3   | Stany Zjednoczone | 15:25 | 19:25 | 20:25 |       |       | 3900   | 82 |
|       |       |           |       |                   |       |       |       |       |       |        |    |
| 14.09 | 16:30 | Argentyna | 3:2   | Stany Zjednoczone | 19:25 | 28:26 | 25:20 | 23:25 | 15:11 | 5100   | 85 |
| 14.09 | 16:30 | Serbia    | 1:3   | Iran              | 25:27 | 25:22 | 22:25 | 18:25 |       | 9600   | 86 |
| 14.09 | 20:15 | Polska    | 3:2   | Francja           | 25:18 | 21:25 | 25:23 | 22:25 | 15:12 | 12 100 | 89 |
| 14.09 | 20:15 | Australia | 1:3   | Włochy            | 23:25 | 14:25 | 25:21 | 18:25 |       | 2080   | 90 |

#### Grupa F
Katowice,  Wrocław
Tabela
| Lp. | Drużyna   | Pkt | Mecze | Mecze   | Mecze   | Sety | Sety | Sety   | Małe punkty | Małe punkty | Małe punkty |
| Lp. | Drużyna   | Pkt | M     | W (3:2) | P (2:3) | wyg. | prz. | ratio  | zdob.       | str.        | ratio       |
| --- | --------- | --- | ----- | ------- | ------- | ---- | ---- | ------ | ----------- | ----------- | ----------- |
| 1   | Brazylia  | 21  | 7     | 7 (0)   | 0 (0)   | 21   | 2    | 10.500 | 578         | 476         | 1.214       |
| 2   | Rosja     | 17  | 7     | 6 (1)   | 1 (0)   | 19   | 6    | 3.167  | 592         | 498         | 1.189       |
| 3   | Niemcy    | 15  | 7     | 5 (0)   | 2 (0)   | 15   | 8    | 1.875  | 537         | 497         | 1.080       |
| 4   | Kanada    | 10  | 7     | 4 (2)   | 3 (0)   | 12   | 13   | 0.923  | 574         | 560         | 1.025       |
| 5   | Finlandia | 6   | 7     | 2 (1)   | 5 (1)   | 9    | 17   | 0.529  | 561         | 602         | 0.932       |
| 6   | Kuba      | 6   | 7     | 1 (0)   | 6 (3)   | 11   | 18   | 0.611  | 602         | 660         | 0.912       |
| 7   | Bułgaria  | 5   | 7     | 1 (0)   | 6 (2)   | 8    | 18   | 0.444  | 534         | 605         | 0.883       |
| 8   | Chiny     | 4   | 7     | 2 (2)   | 5 (0)   | 6    | 19   | 0.316  | 508         | 588         | 0.864       |

Źródło: fivb.org
Punktacja: 3:0 i 3:1 – 3 pkt; 3:2 – 2 pkt; 2:3 – 1 pkt; 1:3 i 0:3 – 0 pkt
Zasady ustalania kolejności: 1. liczba punktów; 2. liczba zwycięstw; 3. stosunek setów; 4. stosunek małych punktów
     Awans do trzeciej rundy fazy grupowej
Wyniki
| Data  | Godz. | Drużyna 1 | Wynik | Drużyna 2 | 1     | 2     | 3     | 4     | 5     | Widzów | *  |
| ----- | ----- | --------- | ----- | --------- | ----- | ----- | ----- | ----- | ----- | ------ | -- |
| 10.09 | 16:30 | Brazylia  | 3:0   | Bułgaria  | 25:15 | 25:21 | 25:21 |       |       | 3000   | 63 |
| 10.09 | 16:30 | Finlandia | 0:3   | Rosja     | 10:25 | 18:25 | 16:25 |       |       | 3981   | 64 |
| 10.09 | 20:15 | Niemcy    | 3:0   | Chiny     | 25:19 | 25:22 | 25:17 |       |       | 1000   | 67 |
| 10.09 | 20:15 | Kuba      | 2:3   | Kanada    | 27:25 | 18:25 | 25:23 | 11:25 | 13:15 | 2259   | 68 |
|       |       |           |       |           |       |       |       |       |       |        |    |
| 11.09 | 16:30 | Brazylia  | 3:0   | Chiny     | 25:14 | 25:23 | 25:18 |       |       | 1545   | 71 |
| 11.09 | 16:30 | Finlandia | 0:3   | Kanada    | 25:27 | 25:27 | 19:25 |       |       | 3069   | 72 |
| 11.09 | 20:15 | Niemcy    | 3:1   | Bułgaria  | 25:16 | 25:15 | 23:25 | 25:17 |       | 1950   | 75 |
| 11.09 | 20:15 | Kuba      | 1:3   | Rosja     | 18:25 | 25:23 | 15:25 | 19:25 |       | 3577   | 76 |
|       |       |           |       |           |       |       |       |       |       |        |    |
| 13.09 | 16:30 | Brazylia  | 3:0   | Kanada    | 25:19 | 25:23 | 29:27 |       |       | 4800   | 79 |
| 13.09 | 16:30 | Finlandia | 2:3   | Chiny     | 25:22 | 22:25 | 23:25 | 25:20 | 14:16 | 2784   | 80 |
| 13.09 | 20:15 | Niemcy    | 0:3   | Rosja     | 17:25 | 18:25 | 24:26 |       |       | 3800   | 83 |
| 13.09 | 20:15 | Kuba      | 3:0   | Bułgaria  | 25:23 | 25:18 | 30:28 |       |       | 2640   | 84 |
|       |       |           |       |           |       |       |       |       |       |        |    |
| 14.09 | 16:30 | Brazylia  | 3:1   | Rosja     | 25:21 | 24:26 | 25:19 | 25:19 |       | 10 370 | 87 |
| 14.09 | 16:30 | Finlandia | 3:0   | Bułgaria  | 25:18 | 25:21 | 25:18 |       |       | 4154   | 88 |
| 14.09 | 20:15 | Niemcy    | 3:0   | Kanada    | 28:26 | 25:22 | 25:23 |       |       | 2470   | 91 |
| 14.09 | 20:15 | Kuba      | 2:3   | Chiny     | 25:19 | 20:25 | 25:18 | 20:25 | 11:15 | 1520   | 93 |

### Trzecia faza grupowa

#### Grupa G
Katowice
Tabela
| Lp. | Drużyna | Pkt | Mecze | Mecze   | Mecze   | Sety | Sety | Sety  | Małe punkty | Małe punkty | Małe punkty |
| Lp. | Drużyna | Pkt | M     | W (3:2) | P (2:3) | wyg. | prz. | ratio | zdob.       | str.        | ratio       |
| --- | ------- | --- | ----- | ------- | ------- | ---- | ---- | ----- | ----------- | ----------- | ----------- |
| 1   | Francja | 5   | 2     | 2 (1)   | 0 (0)   | 6    | 2    | 3.000 | 182         | 163         | 1.117       |
| 2   | Niemcy  | 3   | 2     | 1 (0)   | 1 (0)   | 3    | 3    | 1.000 | 136         | 131         | 1.038       |
| 3   | Iran    | 1   | 2     | 0 (0)   | 2 (1)   | 2    | 6    | 0.333 | 161         | 177         | 0.910       |

Źródło: fivb.org
Punktacja: 3:0 i 3:1 – 3 pkt; 3:2 – 2 pkt; 2:3 – 1 pkt; 1:3 i 0:3 – 0 pkt
Zasady ustalania kolejności: 1. liczba punktów; 2. liczba zwycięstw; 3. stosunek setów; 4. stosunek małych punktów
     Awans do fazy finałowej
Wyniki
| Data  | Godz. | Drużyna 1 | Wynik | Drużyna 2 | 1     | 2     | 3     | 4     | 5    | Widzów | *  |
| ----- | ----- | --------- | ----- | --------- | ----- | ----- | ----- | ----- | ---- | ------ | -- |
| 16.09 | 20:15 | Francja   | 3:0   | Niemcy    | 25:15 | 26:24 | 25:22 |       |      | 1630   | 93 |
| 17.09 | 20:15 | Niemcy    | 3:0   | Iran      | 25:15 | 25:21 | 25:19 |       |      | 1845   | 95 |
| 18.09 | 20:15 | Francja   | 3:2   | Iran      | 25:20 | 25:23 | 22:25 | 19:25 | 15:9 | 1727   | 97 |

#### Grupa H
Łódź
Tabela
| Lp. | Drużyna  | Pkt | Mecze | Mecze   | Mecze   | Sety | Sety | Sety  | Małe punkty | Małe punkty | Małe punkty |
| Lp. | Drużyna  | Pkt | M     | W (3:2) | P (2:3) | wyg. | prz. | ratio | zdob.       | str.        | ratio       |
| --- | -------- | --- | ----- | ------- | ------- | ---- | ---- | ----- | ----------- | ----------- | ----------- |
| 1   | Polska   | 4   | 2     | 2 (2)   | 0 (0)   | 6    | 4    | 1.500 | 211         | 210         | 1.005       |
| 2   | Brazylia | 4   | 2     | 1 (0)   | 1 (1)   | 5    | 3    | 1.667 | 180         | 166         | 1.084       |
| 3   | Rosja    | 1   | 2     | 0 (0)   | 2 (1)   | 2    | 6    | 0.333 | 168         | 183         | 0.918       |

Źródło: fivb.org
Punktacja: 3:0 i 3:1 – 3 pkt; 3:2 – 2 pkt; 2:3 – 1 pkt; 1:3 i 0:3 – 0 pkt
Zasady ustalania kolejności: 1. liczba punktów; 2. liczba zwycięstw; 3. stosunek setów; 4. stosunek małych punktów
     Awans do fazy finałowej
Wyniki
| Data  | Godz. | Drużyna 1 | Wynik | Drużyna 2 | 1     | 2     | 3     | 4     | 5     | Widzów | *  |
| ----- | ----- | --------- | ----- | --------- | ----- | ----- | ----- | ----- | ----- | ------ | -- |
| 16.09 | 20:15 | Polska    | 3:2   | Brazylia  | 25:22 | 22:25 | 14:25 | 25:18 | 17:15 | 12 100 | 94 |
| 17.09 | 20:15 | Brazylia  | 3:0   | Rosja     | 25:22 | 25:20 | 25:21 |       |       | 2600   | 96 |
| 18.09 | 20:15 | Polska    | 3:2   | Rosja     | 25:22 | 25:22 | 21:25 | 22:25 | 15:11 | 12 100 | 98 |

### Faza finałowa

#### Mecz o 5. miejsce
Łódź
| Data  | Godz. | Drużyna 1 | Wynik | Drużyna 2 | 1     | 2     | 3     | 4 | 5 | Widzów | *  |
| ----- | ----- | --------- | ----- | --------- | ----- | ----- | ----- | - | - | ------ | -- |
| 20.09 | 13:30 | Iran      | 0:3   | Rosja     | 19:25 | 21:25 | 18:25 |   |   | 2600   | 99 |

#### Półfinały
Katowice
| Data  | Godz. | Drużyna 1 | Wynik | Drużyna 2 | 1     | 2     | 3     | 4     | 5     | Widzów | *   |
| ----- | ----- | --------- | ----- | --------- | ----- | ----- | ----- | ----- | ----- | ------ | --- |
| 20.09 | 16:30 | Francja   | 2:3   | Brazylia  | 18:25 | 25:23 | 23:25 | 25:22 | 12:15 | 9121   | 100 |
| 20.09 | 20:15 | Niemcy    | 1:3   | Polska    | 24:26 | 26:28 | 25:23 | 21:25 |       | 12 000 | 101 |

#### Mecz o 3. miejsce
Katowice
| Data  | Godz. | Drużyna 1 | Wynik | Drużyna 2 | 1     | 2     | 3     | 4 | 5 | Widzów | *   |
| ----- | ----- | --------- | ----- | --------- | ----- | ----- | ----- | - | - | ------ | --- |
| 21.09 | 16:30 | Francja   | 0:3   | Niemcy    | 21:25 | 24:26 | 23:25 |   |   | 7500   | 102 |

#### Finał
Katowice
| Data  | Godz. | Drużyna 1 | Wynik | Drużyna 2 | 1     | 2     | 3     | 4     | 5 | Widzów | *   |
| ----- | ----- | --------- | ----- | --------- | ----- | ----- | ----- | ----- | - | ------ | --- |
| 21.09 | 20:15 | Brazylia  | 1:3   | Polska    | 25:18 | 22:25 | 23:25 | 22:25 |   | 12 528 | 103 |

## Nagrody indywidualne
| MVP            | Najlepszy atakujący | Najlepszy blokujący     | Najlepszy rozgrywający | Najlepszy przyjmujący           | Najlepszy libero  |
| -------------- | ------------------- | ----------------------- | ---------------------- | ------------------------------- | ----------------- |
| Mariusz Wlazły | Mariusz Wlazły      | Marcus Böhme Karol Kłos | Lukas Kampa            | Ricardo Lucarelli Murilo Endres | Jenia Grebennikov |

## Klasyfikacja końcowa[20]
| złoto                    | Polska            |
| srebro                   | Brazylia          |
| brąz                     | Niemcy            |
| 4.                       | Francja           |
| 5.                       | Rosja             |
| 6.                       | Iran              |
| Wyeliminowane w II fazie |                   |
| 7.                       | Kanada            |
| 7.                       | Stany Zjednoczone |
| 9.                       | Finlandia         |
| 9.                       | Serbia            |
| 11.                      | Argentyna         |
| 11.                      | Kuba              |
| 13.                      | Bułgaria          |
| 13.                      | Włochy            |
| 15.                      | Australia         |
| 15.                      | Chiny             |
| Wyeliminowane w I fazie  |                   |
| 17.                      | Belgia            |
| 17.                      | Korea Południowa  |
| 17.                      | Meksyk            |
| 17.                      | Wenezuela         |
| 21.                      | Egipt             |
| 21.                      | Kamerun           |
| 21.                      | Portoryko         |
| 21.                      | Tunezja           |

## Galeria zdjęć z MŚ 2014

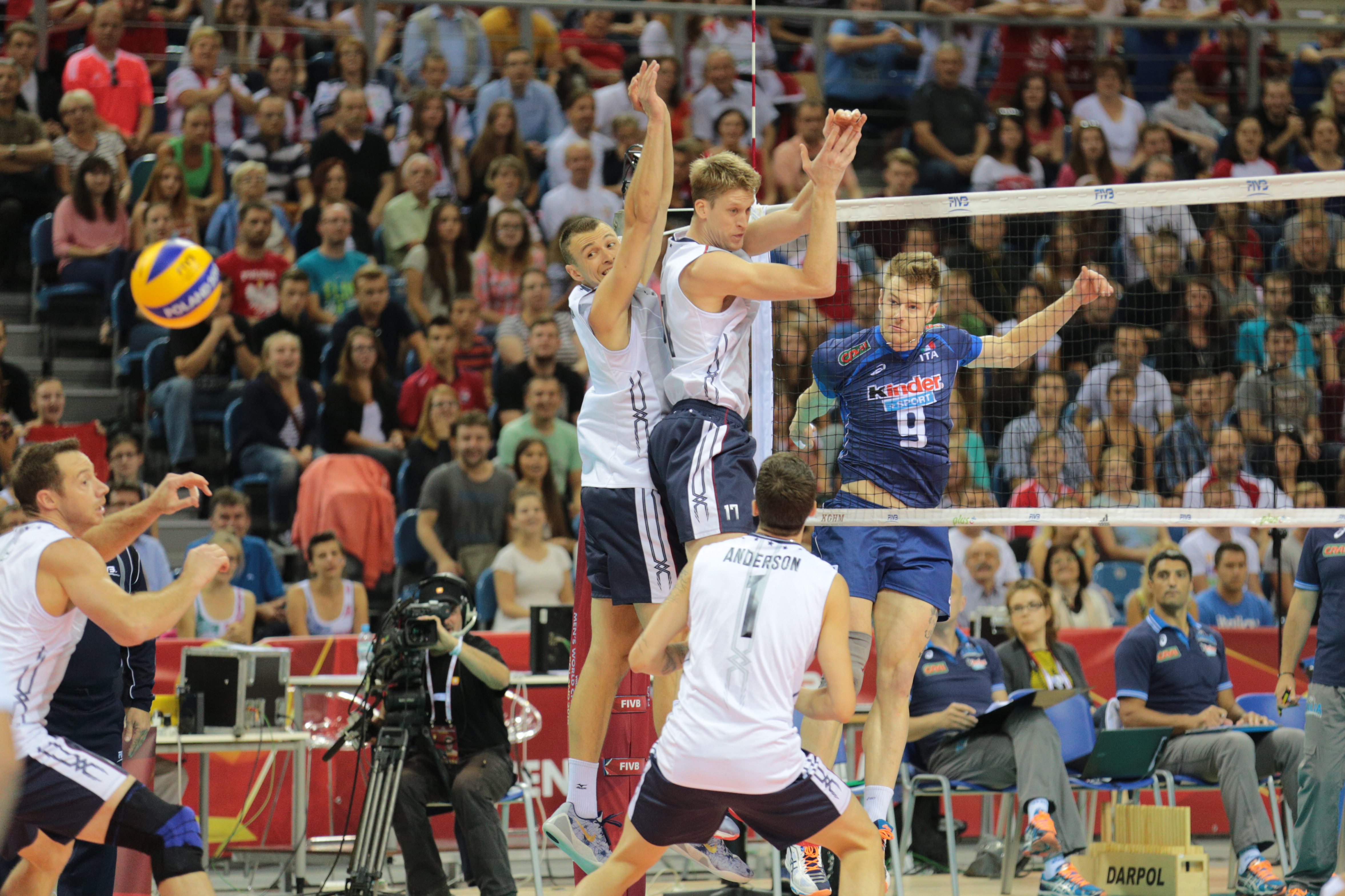
Mecz Włochy – Stany Zjednoczone w Krakowie, od lewej: David Lee, Matthew Anderson, Paul Lotman i Maxwell Holt (przy siatce) oraz Ivan Zaytsev
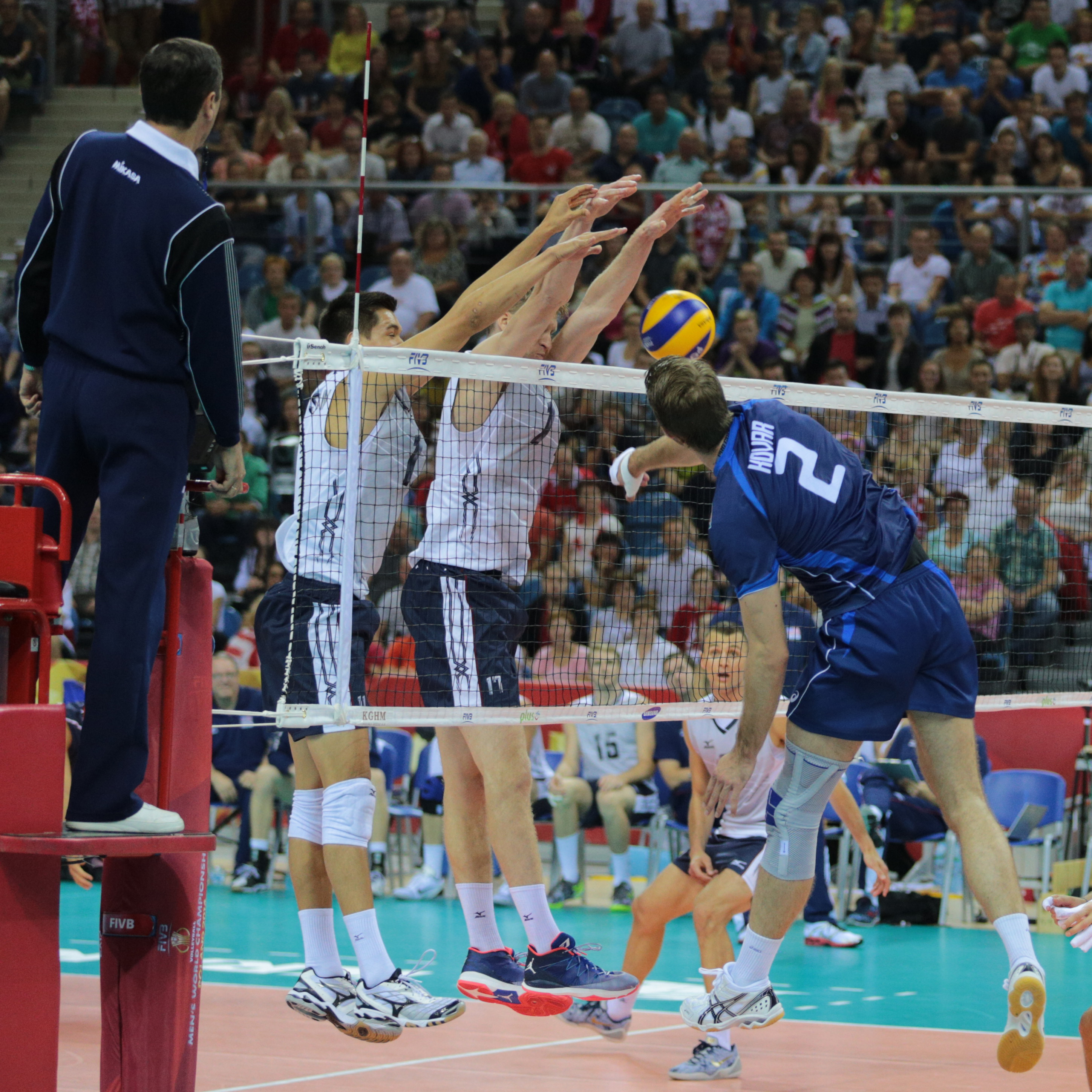
Mecz Włochy – Stany Zjednoczone w Krakowie, od lewej: Micah Christenson, Maxwell Holt i Jiří Kovář
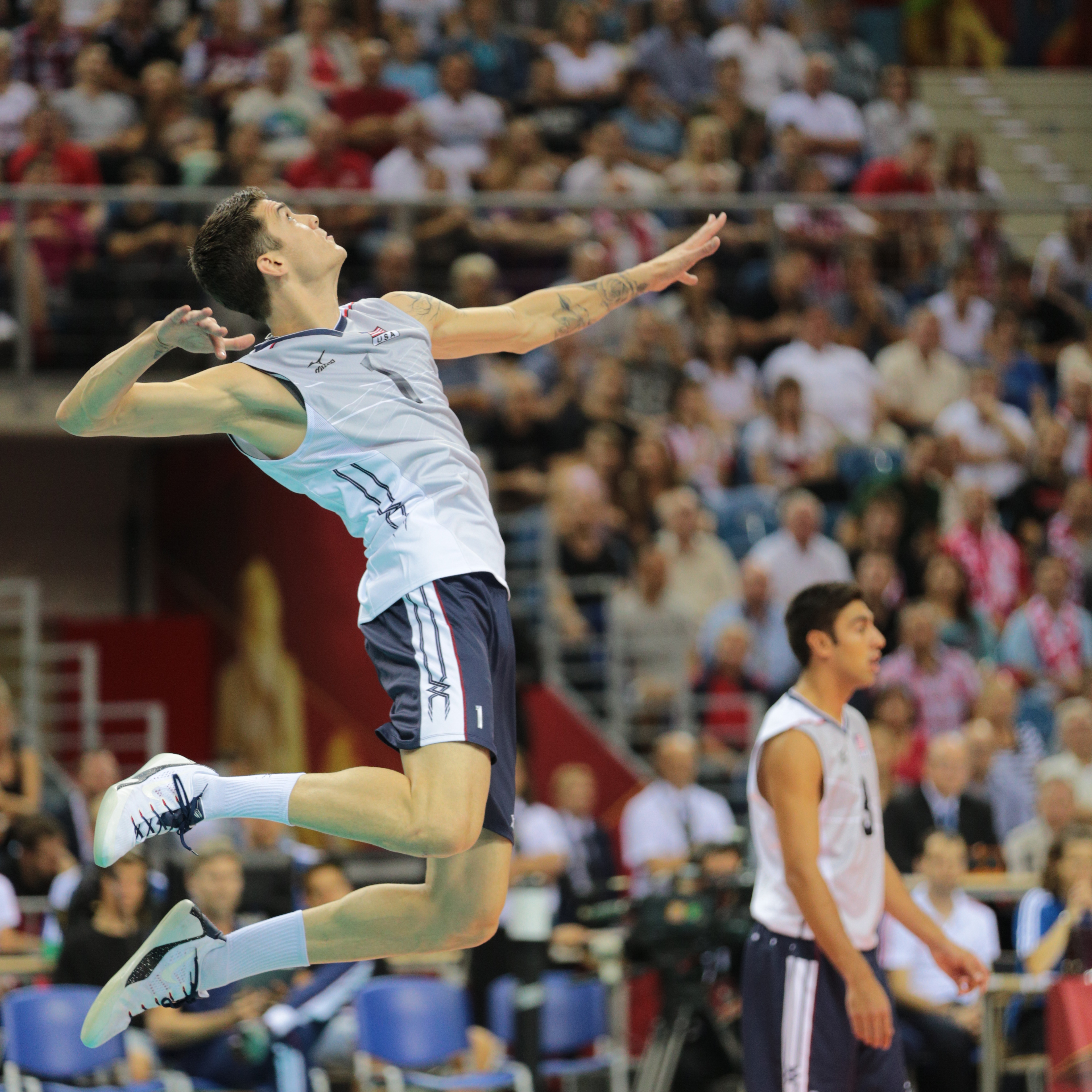
Matthew Anderson atakuje w meczu Włochy – Stany Zjednoczone
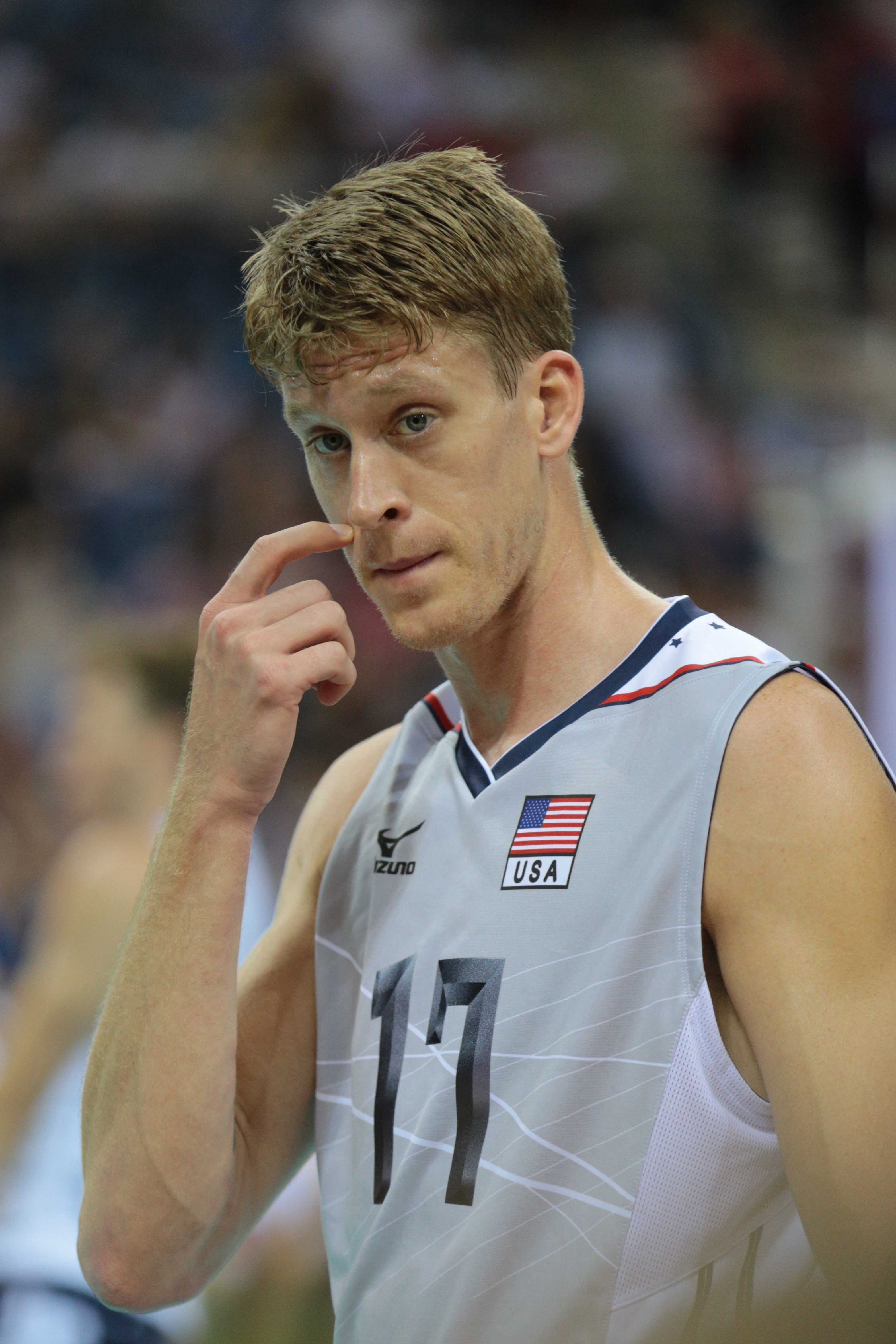
Maxwell Holt podczas meczu Włochy – Stany Zjednoczone
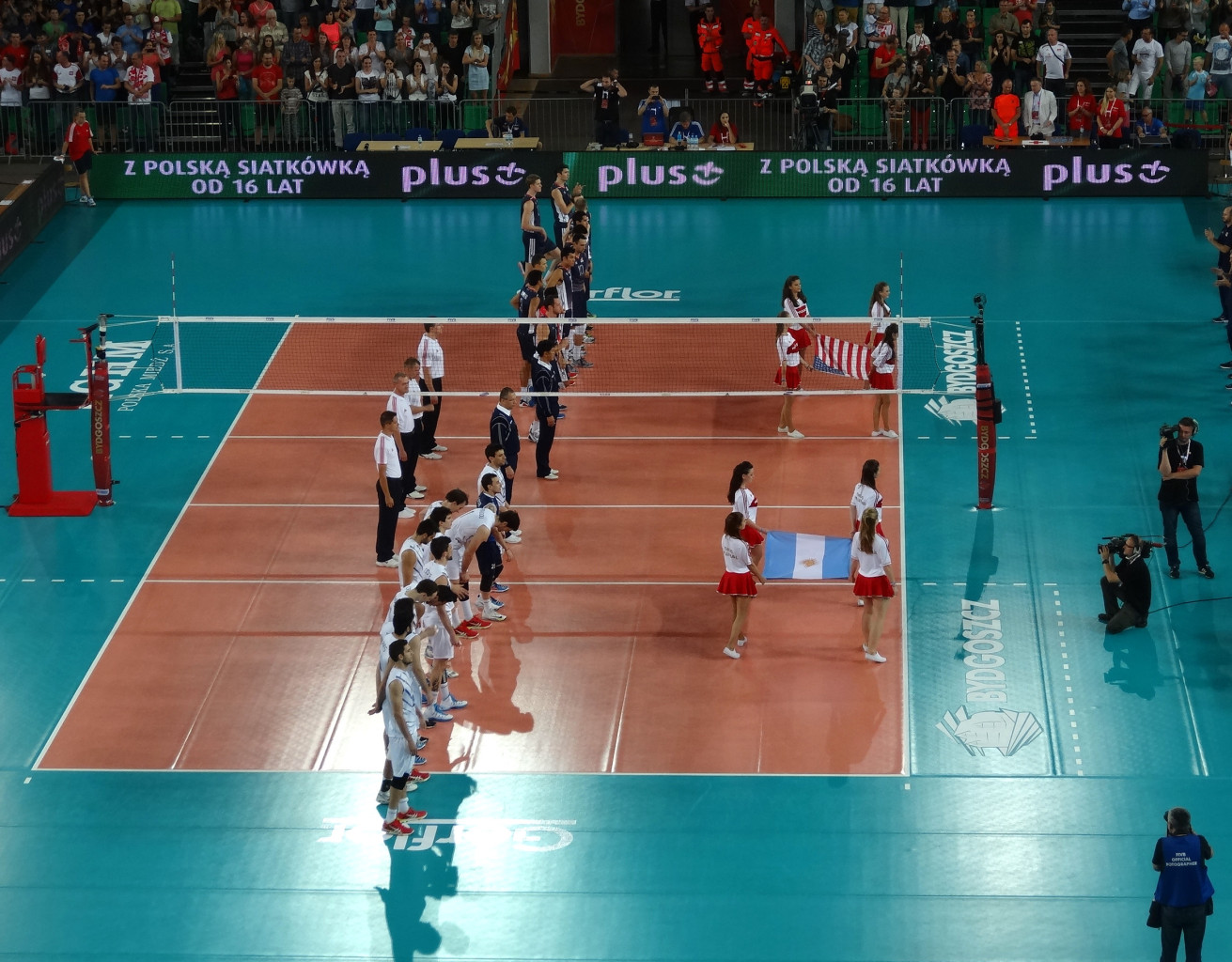
Reprezentanci Argentyny i Stanów Zjednoczonych podczas odgrywaniu hymnów obu państw
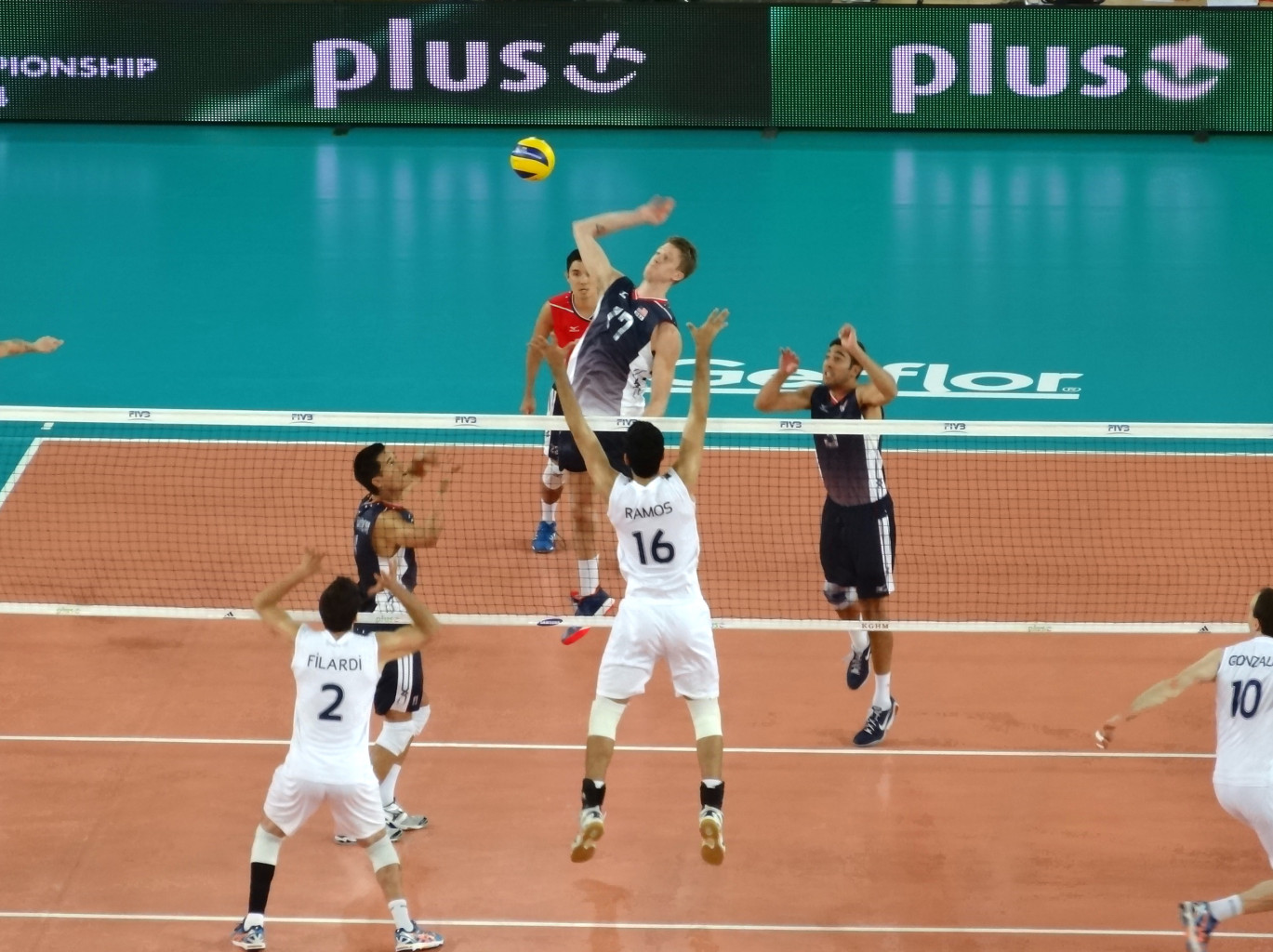
Maxwell Holt atakuje z pierwszego tempa w meczu Argentyna – Stany Zjednoczone
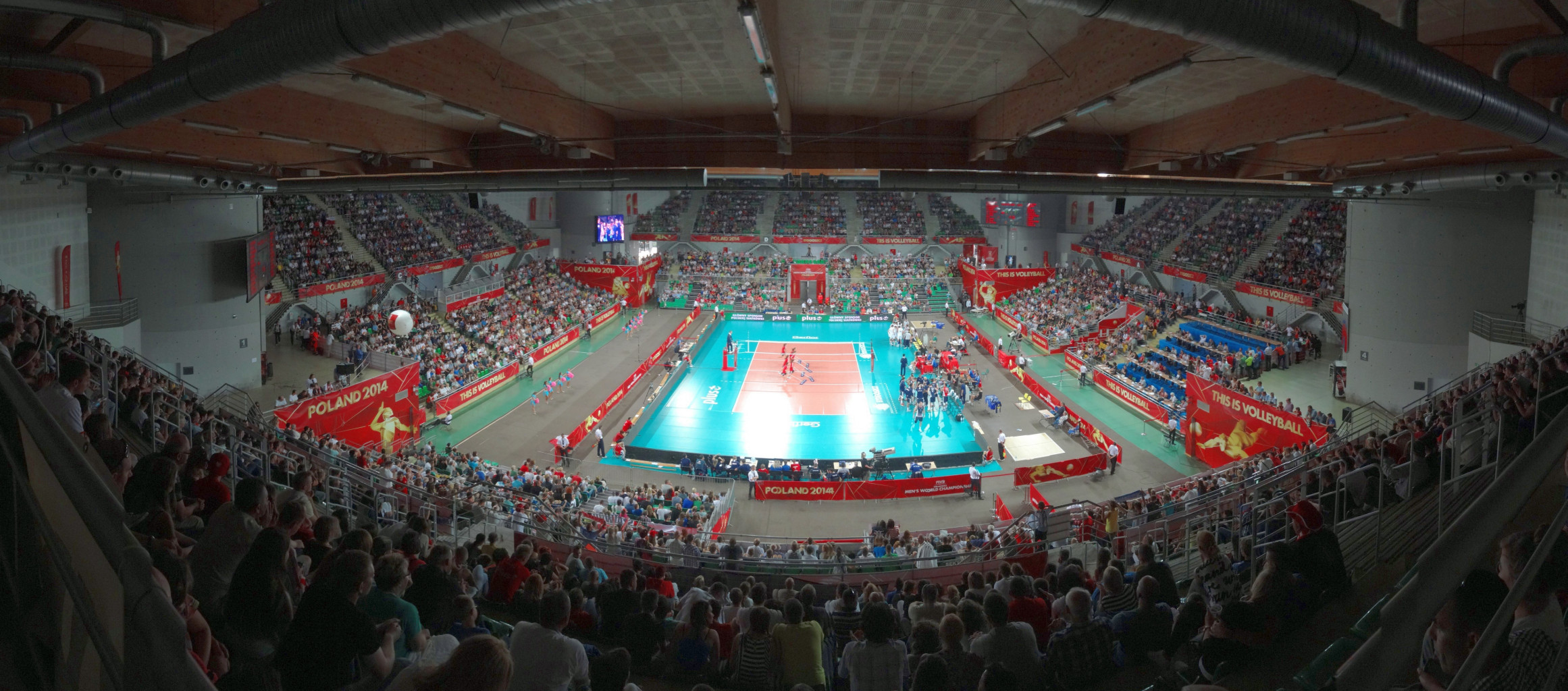
Hala Łuczniczka
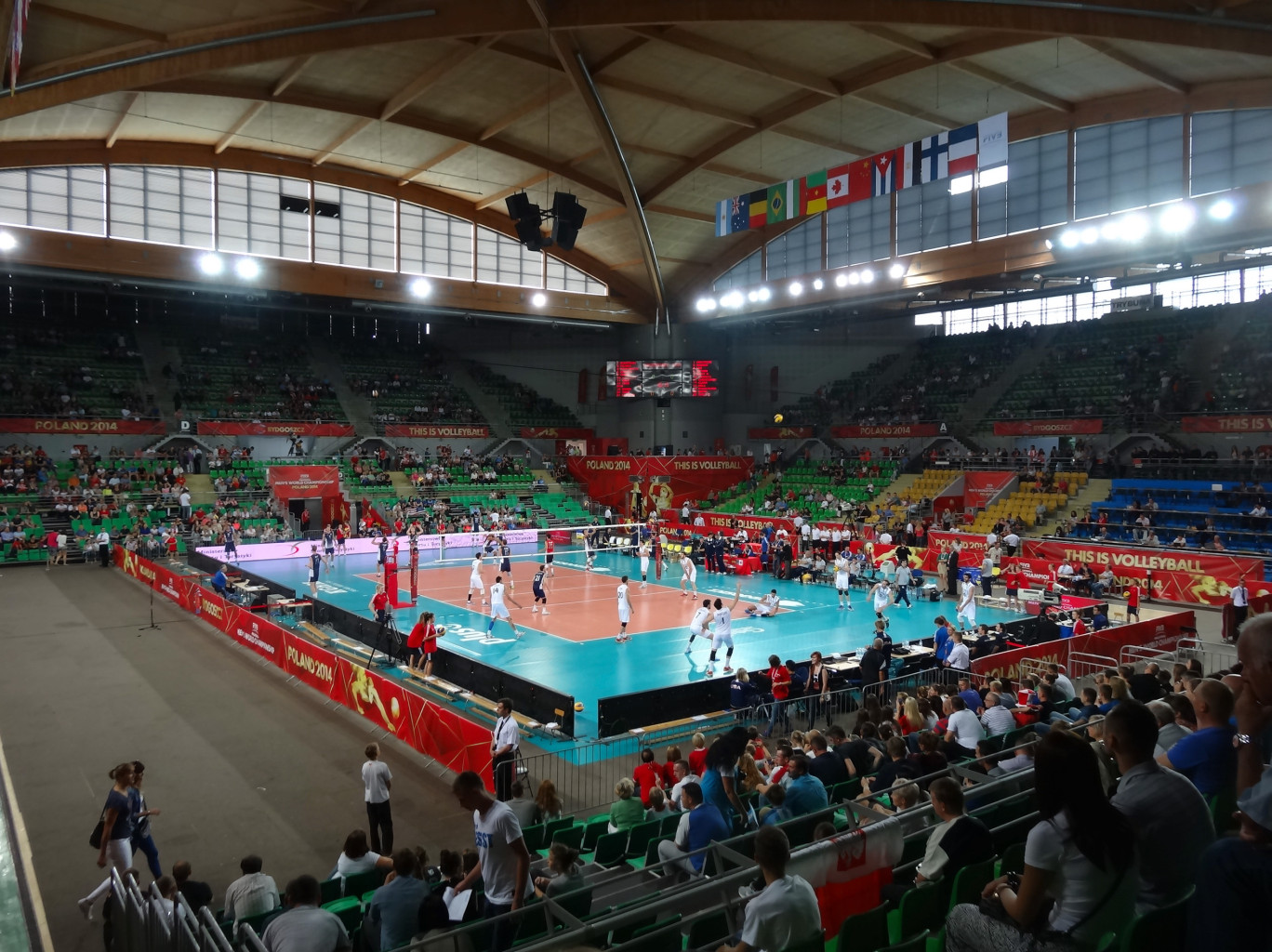
Hala Łuczniczka, rozgrzewka przed meczem Argentyna – Stany Zjednoczone
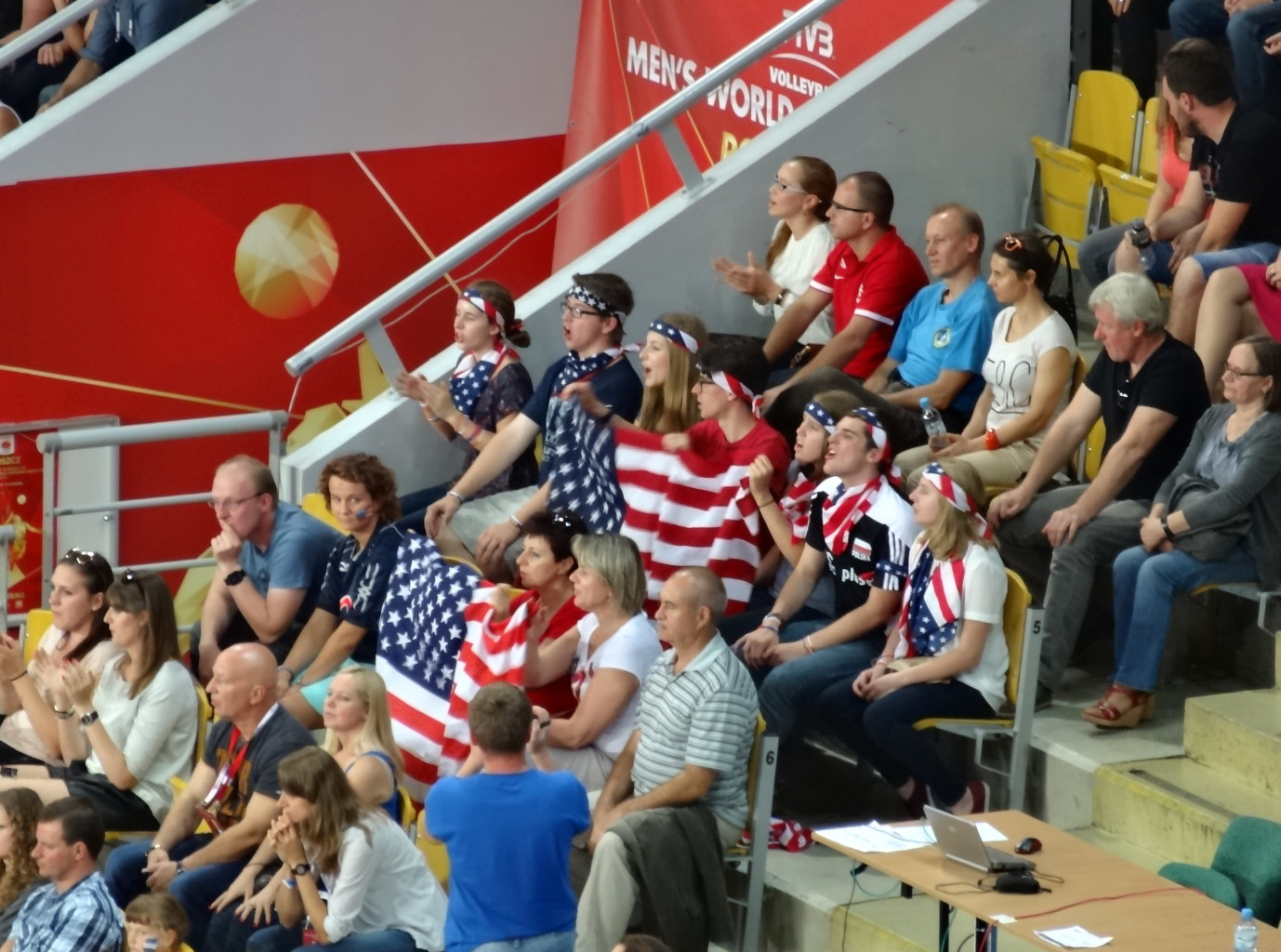
Kibice na meczu Argentyna – Stany Zjednoczone
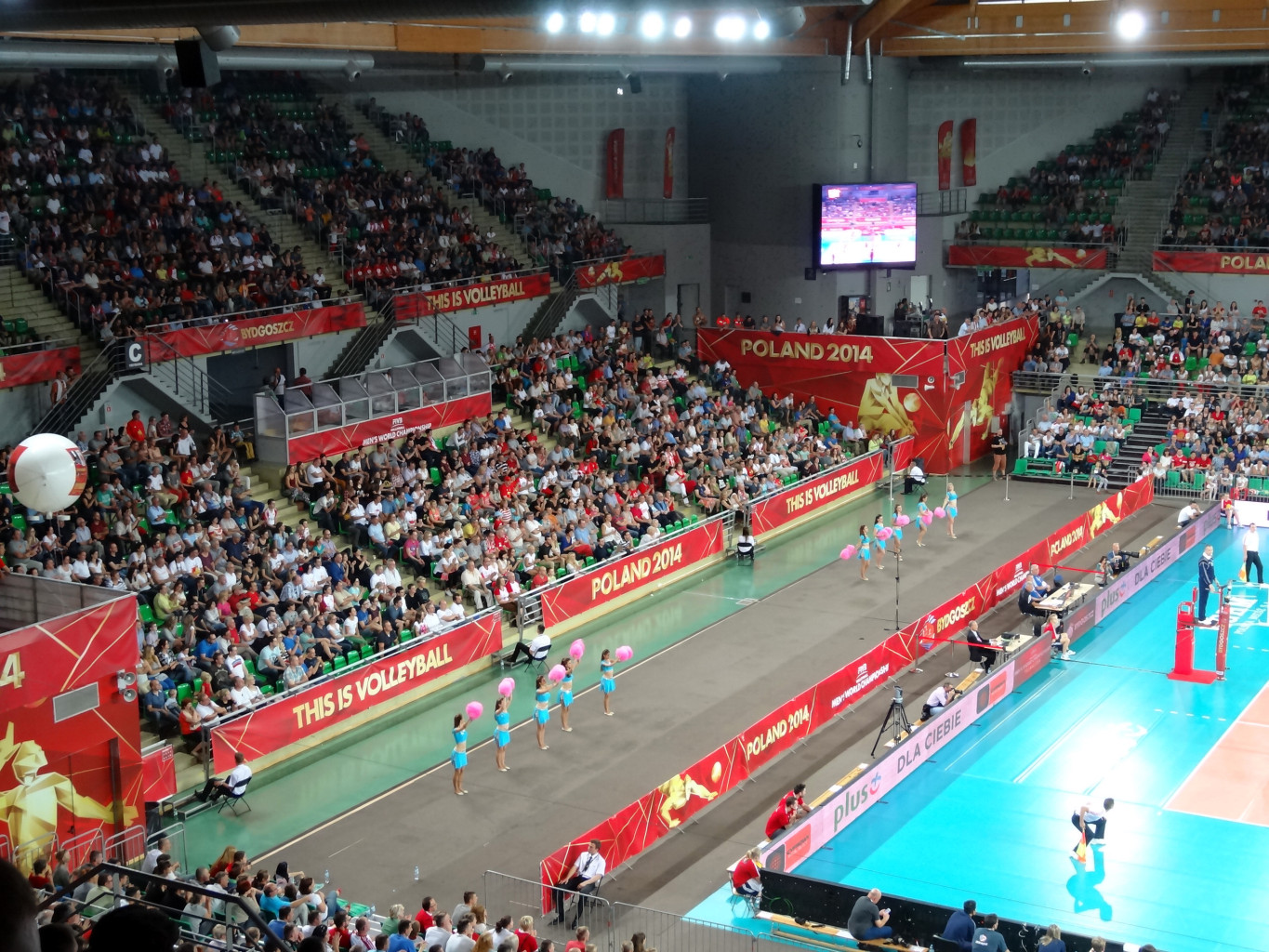
Kibice na meczu Argentyna – Stany Zjednoczone

## Wokół mistrzostw

### Rezygnacja sponsora generalnego
Początkowo sponsorem generalnym Mistrzostw Świata w Siatkówce Mężczyzn 2014 wybrano PKN Orlen. Jednak w dniu ceremonii losowania grup (27 stycznia 2014) przedsiębiorstwo wycofało się z tego przedsięwzięcia.

### Sponsorzy
Nowym sponsorem generalnym został Polkomtel, operator sieci Plus, który jest także sponsorem polskiej reprezentacji w piłce siatkowej mężczyzn oraz Plusligi.
Drugim sponsorem strategicznym, obok telewizji Polsat, została spółka KGHM Polska Miedź, a patronat medialny objęli Radio ZET i Wirtualna Polska.

### Transmisja telewizyjna
Prawa do transmisji mistrzostw świata zakupiła Telewizja Polsat. Przedsiębiorstwo kupiło prawa do transmisji za 15 milionów euro. Transmisja w otwartych kanałach Polsatu była ściśle związana ze sponsorem. Po rezygnacji PKN Orlen telewizja podjęła decyzję o kodowaniu mistrzostw (wszystkich meczów, z wyjątkiem meczu otwarcia). Darmowy dostęp mieli tylko abonenci Cyfrowego Polsatu. Natomiast 20.09.2014, przed spotkaniem półfinałowym Polska – Niemcy, Telewizja Polsat zadecydowała o transmisji meczu finałowego na kanale otwartym, pod warunkiem że reprezentacja Polski dostanie się do finału. Decyzja została podjęta wskutek apelu Prezydenta RP Bronisława Komorowskiego. Po wygranym półfinale Polski z Niemcami warunek ten został spełniony i tym samym finał Polska – Brazylia można było obejrzeć na otwartym (niekodowanym) kanale Polsatu. 
Mecz finałowy Polska – Brazylia na antenach Polsatu oglądało 9,62 miliona widzów, natomiast ceremonię medalową oglądało 7,58 mln widzów.
Specjalnie na czas mistrzostw stacja utworzyła dodatkowe 4 kanały Polsat Volleyball 1-4.

### Protesty przeciw kodowaniu transmisji
Decyzja o zakodowaniu mistrzostw wywołała mocną krytykę wśród kibiców, którzy zaczęli wzywać do bojkotu Telewizji Polsat w komentarzach internautów. Swoje niezadowolenie z braku dostępności meczów mistrzostw w telewizji ogólnodostępnej wyraził m.in. prezes WOŚP Jerzy Owsiak, który wystosował list otwarty do prezesa TVP Juliusza Brauna. W liście wyraża żal, że telewizja publiczna nie zakupiła praw do transmisji mistrzostw świata.
Trener reprezentacji Bułgarii, Płamen Konstantinow, odmówił wywiadu ze stacją Polsat, na znak protestu wobec kodowania transmisji mistrzostw świata w piłce siatkowej mężczyzn 2014 w Polsce.
Skutkiem zakodowania mistrzostw było wydane przez Krajową Radę Radiofonii i Telewizji rozporządzenie nakazujące transmisję m.in. meczów reprezentacji Polski w piłce siatkowej na Mistrzostwach Europy i Mistrzostwach Świata w telewizji ogólnodostępnej.
| Państwo                                  | Stacja telewizyjna                  |
| Europa                                   | Europa                              |
| ---------------------------------------- | ----------------------------------- |
| Belgia                                   | VRT                                 |
| Bułgaria                                 | Nowa telewizija, Nowa Sport, Dijema |
| Finlandia                                | YLE                                 |
| Francja                                  | BeIN Sport                          |
| Macedonia Północna                       | MRT                                 |
| Niemcy                                   | Sportdeutschland.tv. (tylko online) |
| Polska                                   | Polsat                              |
| Rosja                                    | RTR                                 |
| Rumunia                                  | Romtelecom                          |
| Serbia                                   | RTS                                 |
| Włochy                                   | RAI                                 |
| Reszta świata                            |                                     |
| Afryka Subsaharyjska i Afryka Południowa | SuperSport International            |
| Afryka Północna                          | BeIN Sport                          |
| Ameryka Centralna i Karaiby              | Sky Mexico                          |
| Ameryka Północna                         | BeIN Sport                          |
| Bliski Wschód                            | BeIN Sport                          |
| Brazylia                                 | SporTV                              |
| Chiny                                    | CCTV                                |
| Japonia                                  | TBS                                 |
| Wenezuela                                | Teves                               |

### Kradzież pucharów
W Brazylii odbyła się prezentacja pucharów dla Mistrzów i Mistrzyń Świata w siatkówce w 2014 roku. W czasie przewożenia pucharów z São Paulo do Siedziby Brazylijskiej Federacji Siatkarskiej, furgonetka z trofeami zatrzymała się około 300 metrów przed celem dojazdu i właśnie wtedy skradziono puchary. W Szwajcarii zostały odtworzone oryginały trofeów.